# ЗІЛ-157
ЗіЛ-157 (6х6) — вантажний автомобіль, що вироблявся автомобільним заводом імені Ліхачова з 1958 року. З 1961 року вироблялась удосконалена модифікація автомобіля — ЗіЛ-157К.
Кузов автомобіля — дерев'яна платформа з заднім бортом, що відкривається, бічні борти обладнано надбудованими ґратчастими бортами і відкидними лавочками. Борти мають гнізда для встановлення дуг тента.
Кабіна — тримісна, цільнометалева.

## Застосування

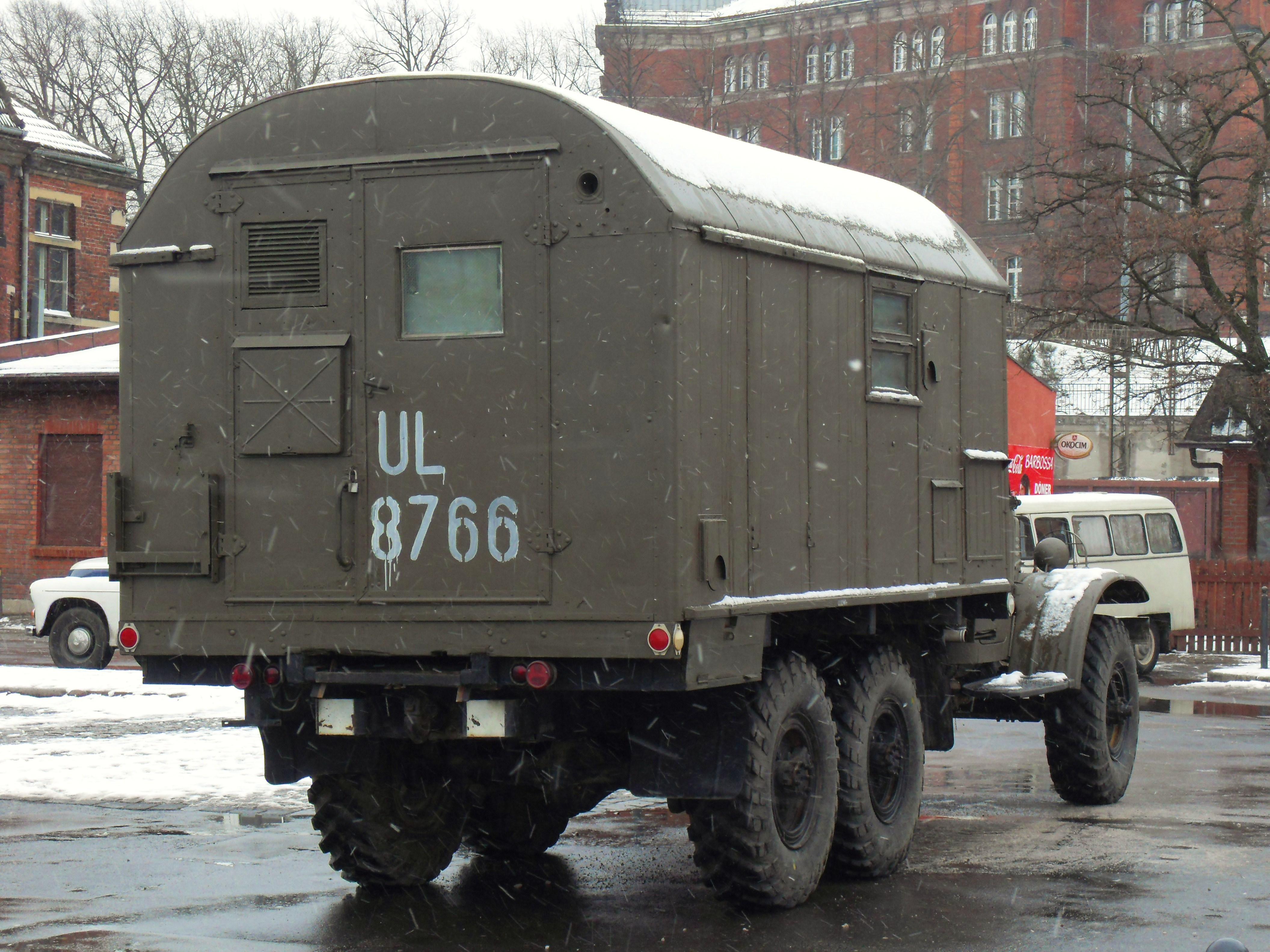

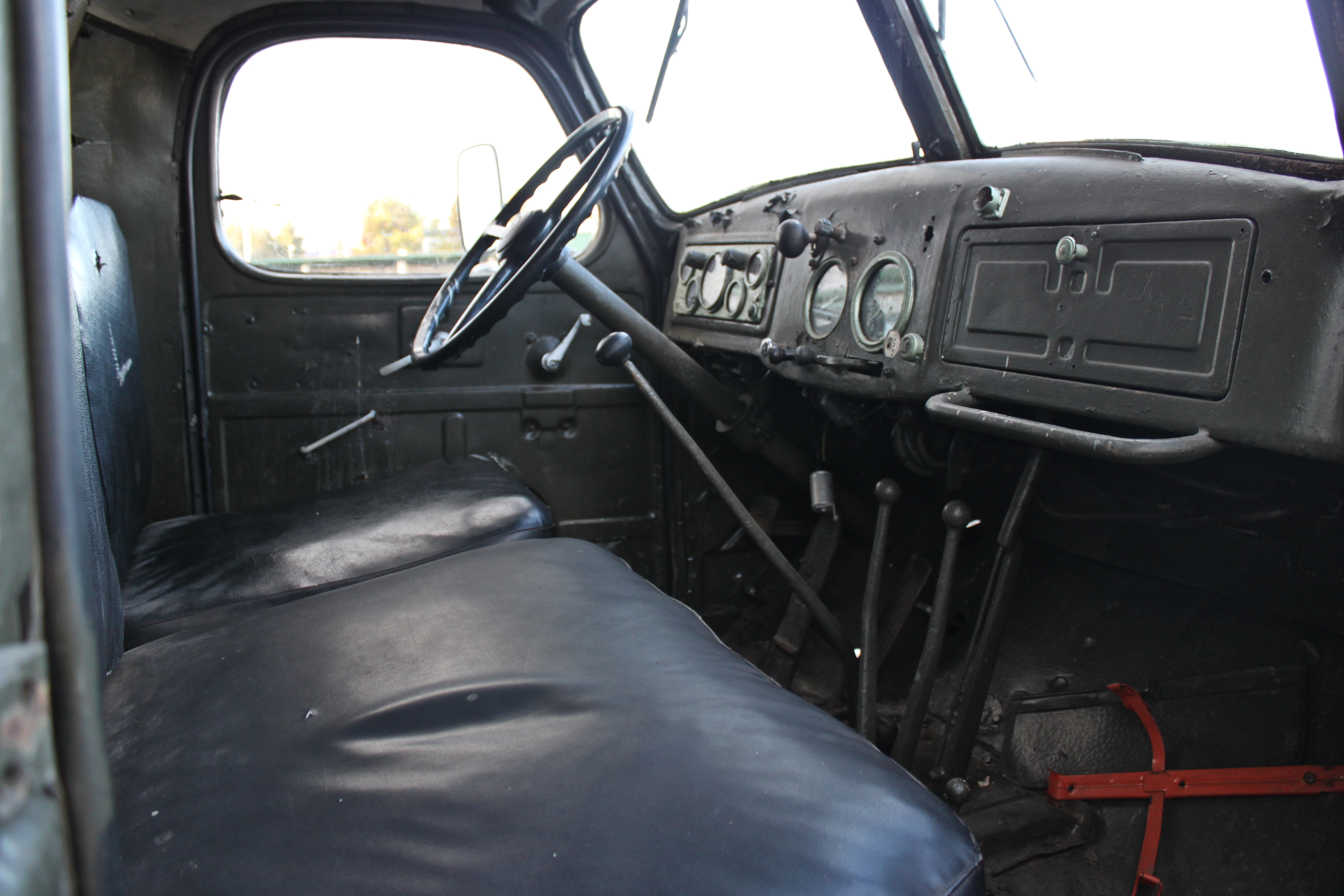

З 1958 по 1961 рік випускався ЗІЛ-157, з 1961 по 1978 рік - ЗІЛ-157К (в цій моделі змінився розподіл навантаження по осях, застосована нова коробка передач, однодискове зчеплення, телескопічні амортизатори), в 1978 році виробництво було перенесено на УАМЗ (Уральський автомоторний завод, одна з філій ПО АВТОЗІЛ), де під індексом ЗІЛ-157КД виготовлявся до 1991 року. Масово використовувалася в колгоспах і ліспромгоспах через високу прохідність, невибагливість і обсяг кузова. ЗіЛ-157 поставлявся в Радянську Армію. Він перевозив особовий склад, різні вантажі, на його шасі монтувалося різне обладнання та системи озброєння. На аеродромах бортовий вантажний ЗІЛ-157 міг застосовуватися як тягач.

## Технічні характеристики
Технічні характеристики наведені для автомобіля ЗіЛ-157К, у якого порівняно з ЗіЛ-157 змінений розподіл навантаження на осі, застосована нова коробка передач, однодискове зчеплення та телескопічні амортизатори.
| Параметр                                                      | Параметр                                                    | Характеристика                                                               | Характеристика                                                               |
| ------------------------------------------------------------- | ----------------------------------------------------------- | ---------------------------------------------------------------------------- | ---------------------------------------------------------------------------- |
| Вантажопідйомність, кг                                        | Вантажопідйомність, кг                                      | 4500 (по ґрунту 2500)                                                        | 4500 (по ґрунту 2500)                                                        |
| Власна маса, кг                                               | на передню вісь                                             | 2680                                                                         | 5800                                                                         |
| Власна маса, кг                                               | на задній візок                                             | 3120                                                                         | 5800                                                                         |
| Допустима маса причепа на буксирі, кг                         | Допустима маса причепа на буксирі, кг                       | 3600 (по ґрунту 2500)                                                        | 3600 (по ґрунту 2500)                                                        |
| Повна маса, кг                                                | на передню вісь                                             | 3050                                                                         | 8450 (розрахунок для навантаження по ґрунту)                                 |
| Повна маса, кг                                                | на задній візок                                             | 7400                                                                         | 8450 (розрахунок для навантаження по ґрунту)                                 |
| Дорожні просвіти, мм:                                         | під передньою віссю                                         | 310                                                                          | 310                                                                          |
| Дорожні просвіти, мм:                                         | під середньою і задньою                                     | 310                                                                          | 310                                                                          |
| Радіус повороту, м:                                           | по осі сліду зовнішнього переднього колеса                  | 11,5                                                                         | 11,5                                                                         |
| Радіус повороту, м:                                           | зовнішній габаритний                                        | 12                                                                           | 12                                                                           |
| Максимальна швидкість, км/год                                 | Максимальна швидкість, км/год                               | 65                                                                           | 65                                                                           |
| Гальмівний шлях зі швидкості 30 км/год, м                     | Гальмівний шлях зі швидкості 30 км/год, м                   | 12                                                                           | 12                                                                           |
| Контрольна витрата палива при швидкості 40 км/год, л/100 км   | Контрольна витрата палива при швидкості 40 км/год, л/100 км | 42                                                                           | 42                                                                           |
| Двигун                                                        | Двигун                                                      | ЗіЛ-157К, карбюраторний, чотирьохтактний, шестициліндровий, нижньоклапанний  | ЗіЛ-157К, карбюраторний, чотирьохтактний, шестициліндровий, нижньоклапанний  |
| Діаметр циліндра і хід поршня, мм                             | Діаметр циліндра і хід поршня, мм                           | 101,6 × 114,3                                                                | 101,6 × 114,3                                                                |
| Робочий об'єм, л                                              | Робочий об'єм, л                                            | 5,55                                                                         | 5,55                                                                         |
| Ступінь стиснення                                             | Ступінь стиснення                                           | 6,5                                                                          | 6,5                                                                          |
| Порядок роботи циліндрів                                      | Порядок роботи циліндрів                                    | 1-5-3-6-2-4                                                                  | 1-5-3-6-2-4                                                                  |
| Максимальна потужність, к. с.                                 | Максимальна потужність, к. с.                               | 110 при 2800 об/хв                                                           | 110 при 2800 об/хв                                                           |
| Максимальний крутний момент, кгс·м                            | Максимальний крутний момент, кгс·м                          | 34,5 при 1100—1400 об/хв                                                     | 34,5 при 1100—1400 об/хв                                                     |
| Карбюратор                                                    | Карбюратор                                                  | К-84М                                                                        | К-84М                                                                        |
| Електрообладнання                                             | Електрообладнання                                           | 12 В                                                                         | 12 В                                                                         |
| Акумуляторна батарея                                          | Акумуляторна батарея                                        | 3СТ-84, 2 шт.                                                                | 3СТ-84, 2 шт.                                                                |
| Переривник-розподільник                                       | Переривник-розподільник                                     | Р24-Г                                                                        | Р24-Г                                                                        |
| Котушка запалення                                             | Котушка запалення                                           | Б1                                                                           | Б1                                                                           |
| Свічки запалення                                              | Свічки запалення                                            | СН55Б                                                                        | СН55Б                                                                        |
| Генератор                                                     | Генератор                                                   | Г108-В                                                                       | Г108-В                                                                       |
| Реле-регулятор                                                | Реле-регулятор                                              | РР24-Г                                                                       | РР24-Г                                                                       |
| Стартер                                                       | Стартер                                                     | СТ15-Б                                                                       | СТ15-Б                                                                       |
| Зчеплення                                                     | Зчеплення                                                   | однодискове сухе                                                             | однодискове сухе                                                             |
| Коробка передач                                               | Коробка передач                                             | п'ятиступенева з синхронізаторами на II, III, IV, V передачах                | п'ятиступенева з синхронізаторами на II, III, IV, V передачах                |
| Роздаточна коробка                                            | Роздаточна коробка                                          | двохступенева                                                                | двохступенева                                                                |
| Головна передача                                              | Головна передача                                            | одинарна конічна з спіральними зубцями                                       | одинарна конічна з спіральними зубцями                                       |
| Передавальні числа                                            | коробки передач                                             | І — 7,44; ІІ — 4,10; ІІІ — 2,29; IV — 1,00; З. Х. — 7,09                     | І — 7,44; ІІ — 4,10; ІІІ — 2,29; IV — 1,00; З. Х. — 7,09                     |
| Передавальні числа                                            | роздавальної коробки                                        | 1,16 або 2,27                                                                | 1,16 або 2,27                                                                |
| Передавальні числа                                            | головної передачі                                           | 6,67                                                                         | 6,67                                                                         |
| Рульовий механізм                                             | Рульовий механізм                                           | глобоїдальний черв'як з трьохгребінчастим роликом, передаточне число 23,5    | глобоїдальний черв'як з трьохгребінчастим роликом, передаточне число 23,5    |
| Підвіска                                                      | передня                                                     | на поздовжніх напівеліптичних ресорах, амартизатори гідравлічні телескопічні | на поздовжніх напівеліптичних ресорах, амартизатори гідравлічні телескопічні |
| Підвіска                                                      | задня                                                       | балансуюча на продольних напівеліптичних ресорах                             | балансуюча на продольних напівеліптичних ресорах                             |
| Гальма                                                        | робочі                                                      | барабанні на всі колеса з роздільним пневматичним приводом                   | барабанні на всі колеса з роздільним пневматичним приводом                   |
| Гальма                                                        | стоянникові                                                 | барабанні на трансмісію з механічним приводом                                | барабанні на трансмісію з механічним приводом                                |
| Кількість коліс                                               | Кількість коліс                                             | 6+1                                                                          | 6+1                                                                          |
| Розмір шин                                                    | Розмір шин                                                  | 12,00 — 18                                                                   | 12,00 — 18                                                                   |
| Тиск повітря в шинах передніх та задніх коліс, кгс/см²        | Тиск повітря в шинах передніх та задніх коліс, кгс/см²      | 3,5 (3,0 — при навантаженні 2500 кг)                                         | 3,5 (3,0 — при навантаженні 2500 кг)                                         |
| Заправні об'єми, л, та рекомендовані експлуатаційні матеріали | паливний бак                                                | основний 150, допоміжний 65 — бензин А-72                                    | основний 150, допоміжний 65 — бензин А-72                                    |
| Заправні об'єми, л, та рекомендовані експлуатаційні матеріали | система охолодження двигуна                                 | 22 — вода або антифриз                                                       | 22 — вода або антифриз                                                       |
| Заправні об'єми, л, та рекомендовані експлуатаційні матеріали | система змащення двигуна                                    | 11 — мастило М8Б1У або АС-8 (М8Б)                                            | 11 — мастило М8Б1У або АС-8 (М8Б)                                            |
| Заправні об'єми, л, та рекомендовані експлуатаційні матеріали | повітряний фільтр                                           | 0,8 — мастило для двигуна                                                    | 0,8 — мастило для двигуна                                                    |
| Заправні об'єми, л, та рекомендовані експлуатаційні матеріали | картер рульового механізму                                  | 1,0 — мастило ТСп-14 або ТАп-15В                                             | 1,0 — мастило ТСп-14 або ТАп-15В                                             |
| Заправні об'єми, л, та рекомендовані експлуатаційні матеріали | картер коробки передач                                      | 5,1 — мастило ТСп-14 або ТАп-15В                                             | 5,1 — мастило ТСп-14 або ТАп-15В                                             |
| Заправні об'єми, л, та рекомендовані експлуатаційні матеріали | картер раздаточної коробки                                  | 2,5 — мастило ТСп-14 або ТАп-15В                                             | 2,5 — мастило ТСп-14 або ТАп-15В                                             |
| Заправні об'єми, л, та рекомендовані експлуатаційні матеріали | картер ведучого моста                                       | по 2,5 — мастило ТСп-14 або ТАп-15В                                          | по 2,5 — мастило ТСп-14 або ТАп-15В                                          |
| Заправні об'єми, л, та рекомендовані експлуатаційні матеріали | амартизатори                                                | два по 0,85 — мастило веретенне АУ                                           | два по 0,85 — мастило веретенне АУ                                           |
| Маса агрегатів, кг                                            | двигун з обладнанням і зчепленням                           | 550                                                                          | 550                                                                          |
| Маса агрегатів, кг                                            | коробка передач                                             | 95                                                                           | 95                                                                           |
| Маса агрегатів, кг                                            | карданні вали                                               | 87                                                                           | 87                                                                           |
| Маса агрегатів, кг                                            | передній міст                                               | 385                                                                          | 385                                                                          |
| Маса агрегатів, кг                                            | середній міст                                               | 345                                                                          | 345                                                                          |
| Маса агрегатів, кг                                            | задній міст                                                 | 345                                                                          | 345                                                                          |
| Маса агрегатів, кг                                            | раздаточна коробка                                          | 108                                                                          | 108                                                                          |
| Маса агрегатів, кг                                            | рама                                                        | 565                                                                          | 565                                                                          |
| Маса агрегатів, кг                                            | кузов                                                       | 585                                                                          | 585                                                                          |
| Маса агрегатів, кг                                            | кабіна                                                      | 200                                                                          | 200                                                                          |
| Маса агрегатів, кг                                            | колесо в зборі з шиною                                      | 110                                                                          | 110                                                                          |
| Маса агрегатів, кг                                            | радіатор                                                    | 17                                                                           | 17                                                                           |

## Модифікації

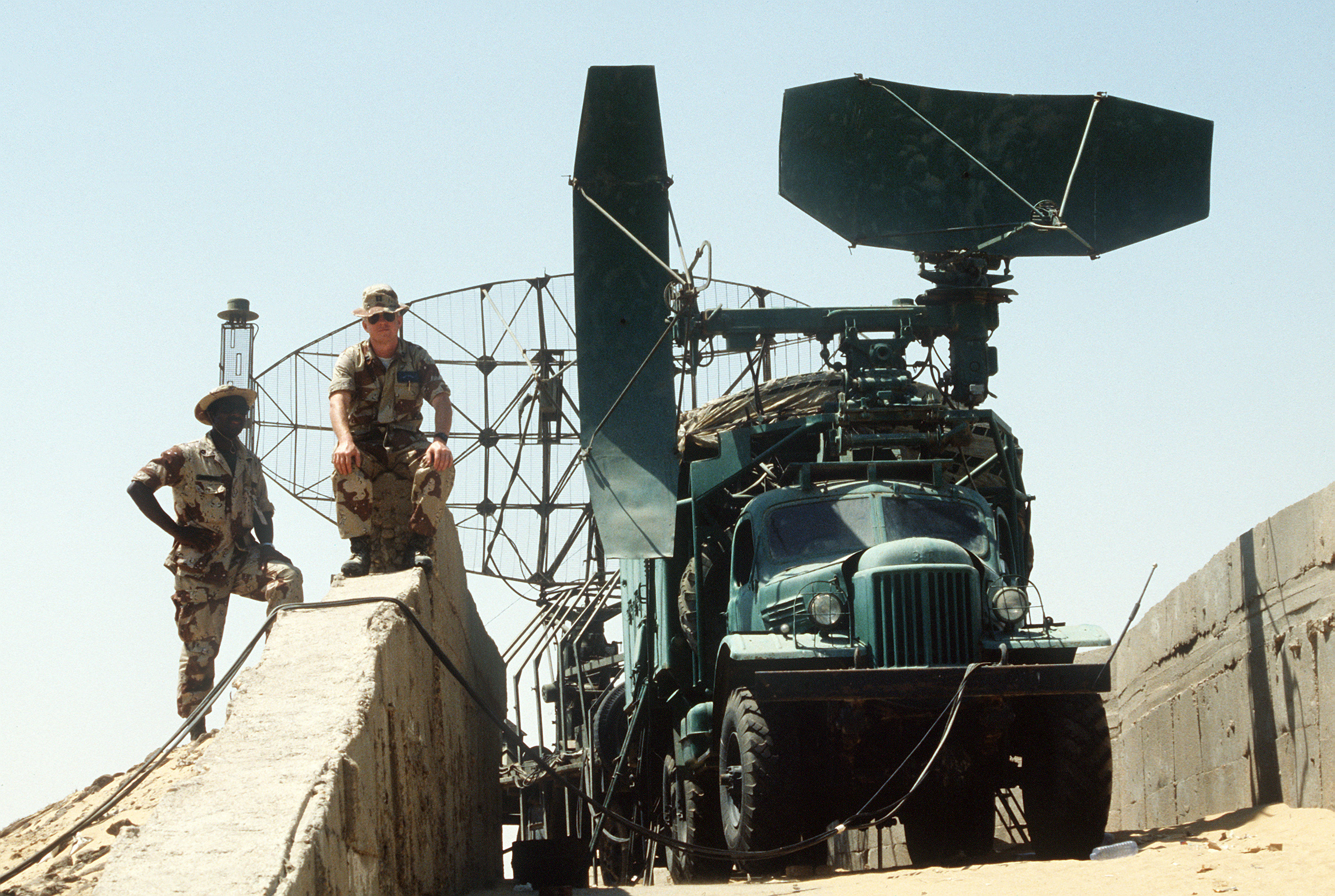
Радар RSP-7 на основі ЗіЛа-157

- ЗіЛ-157 — базова модель;
- ЗіЛ-157К — базова модель з 1961 року;
- ЗіЛ-157В — сідельний тягач;
- ЗіЛ-157КВ — сідельний тягач з 1961 року;
- ЗіЛ-157Ю — тропічне виконання;
- ЗіЛ-157Г — з екранованим обладнанням;
- ЗіЛ-157КГ — з екранованим обладнанням з 1961 року;
- ЗіЛ-157Е — експортний варіант;
- ЗіЛ-157Є — спеціальне шасі з двома бензобаками (по 150 л);
- ЗіЛ-157КДВ — сідельний тягач з 1978 року.